# Отрешко Георгій Максимович
Георгій Максимович Отре́шко (20 січня 1923, Юзівка — ?) — український живописець; член Спілки радянських художників України.

## З біографії
Народився 20 січня 1923 року в місті Юзівці (нині Донецьк, Україна). У 1941 році закінчив Художню студію імені Бродського у Сталіно. Мешкав у Донецьку в будинку на вулиці Урицького, № 50.

## Творчість
Працюава в галузі станкового живопису. Серед робіт:
- портрет Героя Соціалістичної Праці М. Логвиненка (1951);
- портрет знатного водія комбайна Чепіжка (1954);
- портрет лауреата Ленінської премії прохідника І. Пилипенка (1957);
- портрет Героя Соціалістичної Праці сталевара В. Волкова;
- портрет Героя Соціалістичної Праці шахтопрохідника М. Карєва (1967);
- портрет Героя Соціалістичної Праці П. Кондратюка (1971).

Брав участь у республіканських виставках з 1954 року.